# دره اعماق
درهٔ اعماق، (عربی: ٱلْأَعْمَاق، آوانگاری: al-ʾAʿmāq)، (به انگلیسی: Amik Valley)، نام دره ای واقع در استان ختای، نزدیک به شهرستان انطاکیه (انطاکیه در رود عاصی) در بخش جنوبی ترکیه است؛ که بر طبق نظر اسلام‌شناسی یکی از دو محل احتمالی نبرد آرماگدون به همراه دبیق در شمال غربی سوریه است.